# Övarp
Övarp är en småort i Norra Strö socken i Kristianstads kommun i Skåne län.

## Befolkningsutveckling
| Befolkningsutvecklingen i Övarp 1990–2015 | Befolkningsutvecklingen i Övarp 1990–2015 | Befolkningsutvecklingen i Övarp 1990–2015 | Befolkningsutvecklingen i Övarp 1990–2015 | Befolkningsutvecklingen i Övarp 1990–2015 |
| ----------------------------------------- | ----------------------------------------- | ----------------------------------------- | ----------------------------------------- | ----------------------------------------- |
|                                           |                                           |                                           |                                           |                                           |
| År                                        |                                           |                                           | Folkmängd                                 | Areal (ha)                                |
| 1990                                      | 1990                                      |                                           | 64                                        | 16                                        |
| 1995                                      | 1995                                      |                                           | 63                                        | 16                                        |
| 2000                                      | 2000                                      |                                           | 70                                        | 16                                        |
| 2005                                      | 2005                                      |                                           | 62                                        | 16                                        |
| 2010                                      | 2010                                      |                                           | 69                                        | 19                                        |
| 2015                                      | 2015                                      |                                           | 81                                        | 33                                        |
|                                           |                                           |                                           |                                           |                                           |

## Samhället
Övarps gamla småskola är hembygdsgården för Norra Strö hembygdsförening.

## Personer från orten
Den amerikanske kompositören Leroy Andersons far, Bror Anton Andersson, var från Övarp.